# Alex Ngeno Kipngetich
Alex Ngeno Kipngetich (* 17. August 2000 im Bomet County) ist ein kenianischer Leichtathlet, der hauptsächlich im 800-Meter-Lauf antritt.

## Sportliche Laufbahn
Ngeno Kipngetich tritt seit 2017 in landesweiten Wettkämpfen im 800-Meter-Lauf an. 2018 vertrat er Kenia bei den U20-Weltmeisterschaften in Tampere. Nachdem er den Vor- und den Halbfinallauf überstand, gewann er im Finale mit neuer Bestzeit von 1:46,45 min die Silbermedaille. Im Frühjahr 2019 nahm er an seinen ersten Hallenwettkämpfen in Europa teil. Zwei Monate später startete er auch bei den U20-Afrikameisterschaften in Abidjan über 800 Meter. Nach erfolgreichem Vorlauf lief er im Finale mehr als fünf Sekunden schneller und gewann in neuer Bestzeit von 1:45,25 min die Goldmedaille. Im August belegte Kipngetich bei den kenianischen Meisterschaften den vierten Platz. Einen Monat später nahm er an einem nationalen Ausscheidungswettkampf für die Weltmeisterschaften in Doha teil. Dieses Rennen gewann er mit neuer Bestzeit von 1:44,57 min und sicherte sich damit das Ticket für die Weltmeisterschaften. Nachdem er seinen Vorlauf für sich entscheiden konnte, schied er einen Tag später als Sechster seines Halbfinallaufs aus. Insgesamt belegte er damit bei seinen ersten internationalen Meisterschaften der Erwachsenen den 20. Platz. 2021 verpasste er die Qualifikation für die Olympischen Sommerspiele in Tokio. 2023 qualifizierte er sich für die Weltmeisterschaften in Budapest.
2023 wurde Kipngetich kenianischer Meister im 800-Meter-Lauf.

## Wichtige Wettbewerbe
| Jahr              | Veranstaltung             | Ort               | Platz             | Disziplin         | Zeit              |
| Startet für Kenia | Startet für Kenia         | Startet für Kenia | Startet für Kenia | Startet für Kenia | Startet für Kenia |
| ----------------- | ------------------------- | ----------------- | ----------------- | ----------------- | ----------------- |
| 2018              | U20-Weltmeisterschaften   | Tampere           | 2.                | 800 m             | 1:46,45 min       |
| 2019              | U20-Afrikameisterschaften | Abidjan           | 1.                | 800 m             | 1:45:25 min       |
| 2019              | Weltmeisterschaften       | Doha              | 20.               | 800 m             | 1:44,57 min       |

## Persönliche Bestleistungen
Freiluft
- 800 m: 1:44,21 min, 8. Juli 2023, Nairobi

Halle
- 800 m: 1:47,21 min, 10. Februar 2024, Liévin

## Sonstiges
Kipngetich stammt aus dem Bomet County im Südwesten Kenias, wo er als ältestes von insgesamt sechs Kindern aufwuchs und besuchte die Sotit High School. Er trainiert im Moi International Sports Complex in Kasarani, Nairobi.